# Cink-szulfát
A cink-szulfát a cink kénsavval alkotott sója, szulfátja. Rendszerint a heptrahidrátja kerül forgalomba, ennek képlete ZnSO4 · 7H2O. A heptahidrát fehér por vagy színtelen, átlátszó kristályokat alkot. Kellemetlen, csípős, sós, fémes íze van. Kristályai a levegőn lassan elmállnak. Vízben jól oldódik, 100 g vízben 20 °C-on 53,4 g, 70 °C-on 89 g oldódik. Vizes oldata hidrolizál, az oldat emiatt savas kémhatású. Oldhatatlan alkoholban.

## Kémiai tulajdonságai
Hevítésekor legelőször megolvad, később fokozatosan vizet veszít (39 °C-on a heptahidrát hexahidráttá alakul, 70 °C-on a hexahidrát további vizet veszít, monohidrát keletkezik, majd 240 °C-on a monohidrát is elveszíti kristályvizét) végül 680 °C-on cink-oxidra és kén-trioxidra bomlik. Kénnel vagy szénnel hevítve redukálódik, ekkor cink-szulfid keletkezik. Kettős sókat alkot alkáli-szulfátokkal.

## Élettani hatása
A cink-kloridhoz hasonlóan mérgező hatású. Kicsapja a fehérjéket és hánytató hatású. Fekélyeket okozhat a bőrön.
A VIII. Magyar Gyógyszerkönyvben három formában hivatalos:
| Cink-szulfát-heptahidrát | Zinci sulfas heptahydricus |
| Cink-szulfát-hexahidrát  | Zinci sulfas hexahydricus  |
| Cink-szulfát-monohidrát  | Zinci sulfas monohydricus  |

## Előfordulása
A természetben a vízmentes cink-szulfát és a heptahidrátja is megtalálható ásványként. A két ásvány a cinkoxit (vízmentes) és a goslarit (heptahidrát, másik neve cinkvitriol). A goslarit kristályai rombos szerkezetűek.

## Előállítása
Iparilag a szfalerit (cink-szulfid) pörkölésével állítják elő.
{\displaystyle \mathrm {ZnS+2\ O_{2}\rightarrow ZnSO_{4}} }
A cink szulfit pörkölésekor keletkező cink-szulfátot először kilúgozzák, majd bepárolják az oldatát. Ekkor nyers cink-szulfát keletkezik, ami szennyezéseket (főként vasat, rezet, kalciumot és magnéziumot) tartalmaz, és emiatt sárgás színű.
Tiszta cink-szulfát előállítható tiszta cinkből kénsavval. A keletkező oldatot besűrítik, majd kikristályosítják a cink-szulfátot.
{\displaystyle \mathrm {Zn+H_{2}SO_{4}\rightarrow ZnSO_{4}+H_{2}} }

## Felhasználása
A cink-szulfát iparilag a legjelentősebb cinksó. Felhasználják a cink előállításakor és tisztításakor. Cink-szulfát oldatot használnak cinkbevonatok galvanizálással történő előállításakor. Alkalmazzák fák impregnálásakor és bőrök tartósítására. Az orvosi gyakorlatban fertőtlenítő- és összehúzószerként használják, illetve szemöblítőként alkalmazzák a 0,1%-os oldatát. Felhasználják a kelmefestésben is és nyomelemként adagolják trágyázáskor.